# Robert Cecil
Edgar Algernon Robert Gascoyne-Cecil, 1. vikont Cecil CH PC QC, angleški pravnik, politik, diplomat, nobelovec, * 14. september 1864, London, Združeno kraljestvo, † 24. november 1958, Royal Tunbridge Wells, Kent, Združeno kraljestvo. 
Bil je eden od arhitektov Lige narodov in njen zagovornik, zato je leta 1937 prejel Nobelovo nagrado za mir. Viteški naziv ima od 1868-1923.

## Življenje
Je otrok plemičev, njegov oče je bil kar trikraten predsednik vlade Velike Britanije, ki je večji del odraščanja vlagal v izobraževanje, pravno pot pa pričel kot uradnik pri vladi, ki jo je tedaj vodil njegov oče. Kasneje se ukvarja predvsem s civilnim pravom, napiše tudi pravni učbenik. Politično pot prične leta 1907 kot konzervativec, ki zagovarja predvsem prosti trg brez omejitev in je zato nasprotnik tarif Josepha Chamberlaina. Na začetku politične poti naleti na nekaj političnih porazov. 
Med prvo svetovno vojno je prestar za služenje, zato pomaga pri 50 letih z delom za Rdeči križ. V tem času napreduje tudi v vladi in postane član Privy Councila in tudi zaseda ministrske položaje zunaj kabineta. Kot podsekretar ministrstva za zunanje zadeve se prične ukvarjati s preprečevanjem bodočih vojn. Leta 1917 tako prvič opisuje organizacijo Društva narodov in tudi predloži takšno rešitev ZDA v premislek Woodrowu Wilsonu. Predlog je tako večkrat predložen in obrazložen kot organ, ki ne obvezuje države, a ponudi državam pred vojnim izbruhom sklic enakovrednih držav, kar ponuja dovoljšnji čas, da države lahko ponudijo širšo razpravo o rešitvah, ki ne bi pomenile vojno. Wilsonov predlog o Ligi narodov je dopolnjeval tudi ameriški pravnik Miller in Cecil, ki sta napravila revizijo idej in znatno spremenila ureditev z dodajanjem večje moči Britanskim dominionom. Cecil je veljal za pomembnega ideologa Društva narodov in tudi najbolj odkritega zagovornika mednarodnega organa namenjenega vzdrževanju miru.

## Mednarodni faktor
Po prvi svetovni se izrazito ukvarja z mednarodnim pravom, med konzervativci ne dosega vedno uspehov izvolitve. Ostro nasprotuje razrednim bojem in se zavzema za sodelovanje ključnih predstavnikov liberalcev in delavcev pri oblikovanju gospodarstva. Prepričan je, da je Nemčija bila prehudo kaznovana z Versajsko mirovno pogodbo in da bi ji morali ponuditi enakovredno članstvo v Društvu narodov po njenem porazu v vojni. 
Idejno se zavzema za esperanto kot jezik Društva narodov, išče s predavanji podporo za Društvo po ZDA, Prepričan je, da je vojna pomenila prehud poseg v prejšnjo ureditev in da bi prostor moral biti prepuščen prostemu trgu in močni zavezanosti vrednotam, podobno kot je to veljalo v viktorijanski dobi.
Kot konzervativec se je zavzemal za zaščito pešcev ob uvedbi avtomobilskega prometa. Bil je tudi ustanovitelj Zveze pešcev, ki je skrbela za nevarnosti in predpise ob uvedbi novih vozil po mestu in cestah. Ob stopnjevanju pritiskov pred drugo svetovno vojno je izrazito v sporu s svojo stranko konzervativcev in razmišlja o sodelovanju z delavsko stranko za lažje ohranjanje interesov in učinkovitosti Društva narodov, ki le ohlapno rešuje zaplete v Mandžuriji in pomirjevalni politiki nasproti nemškem ponovnemu oboroževanju.
Po drugi svetovni vojni nadaljuje nekatere dejavnosti do smrti, predvsem zagovarja svoja prvotna stališča do svetovnega miru. Ima pomembno mesto tudi v Organizaciji Združenih narodov, pomembno promocijsko vlogo je imel tudi v Uniji društva narodov, britanskem društvu, ki se je ukvarjalo s promocijo in znanjem v zvezi z novo mednarodno organizacijo za vzdrževanje miru po svetu. 